# Malik (plaats)
Malik is een plaats in de gemeente Bosiljevo in de Kroatische provincie Karlovac. De plaats telt 35 inwoners (2001).